# Gnumyia fuscipennis
Gnumyia fuscipennis är en tvåvingeart som beskrevs av Hesse 1938. Gnumyia fuscipennis ingår i släktet Gnumyia och familjen svävflugor. Inga underarter finns listade i Catalogue of Life.